# آبگار هوهانیسیان (تاریخ‌نگار)
آبگار روبنی هوهانیسیان (ارمنی: Աբգար Ռուբենի Հովհաննիսյան؛  زادهٔ ۳۰ مهٔ ۱۹۰۸ - درگذشته ۳ دسامبر ۱۹۹۱) استاد دانشگاه، آکادمیسین، تاریخ‌نگار اهل ارمنستان بود.

## زندگی‌نامه
وی در ۳۰ مهٔ ۱۹۰۸ در تفلیس به دنیا آمد و از دانشگاه دولتی ایروان (۱۹۲۸) فارغ‌التحصیل گشت. وی عضو فرهنگستان ملی علوم ارمنستان و دانشگاه دولتی ایروان بود. همچنین برندهٔ جوایزی همچون نشان پرچم سرخ کار، نشان برجسته افتخار و نشان دوستی خلق شده‌است. وی در ۳ دسامبر ۱۹۹۱ در سن ۸۳ سالگی درگذشت.

## نگارخانه

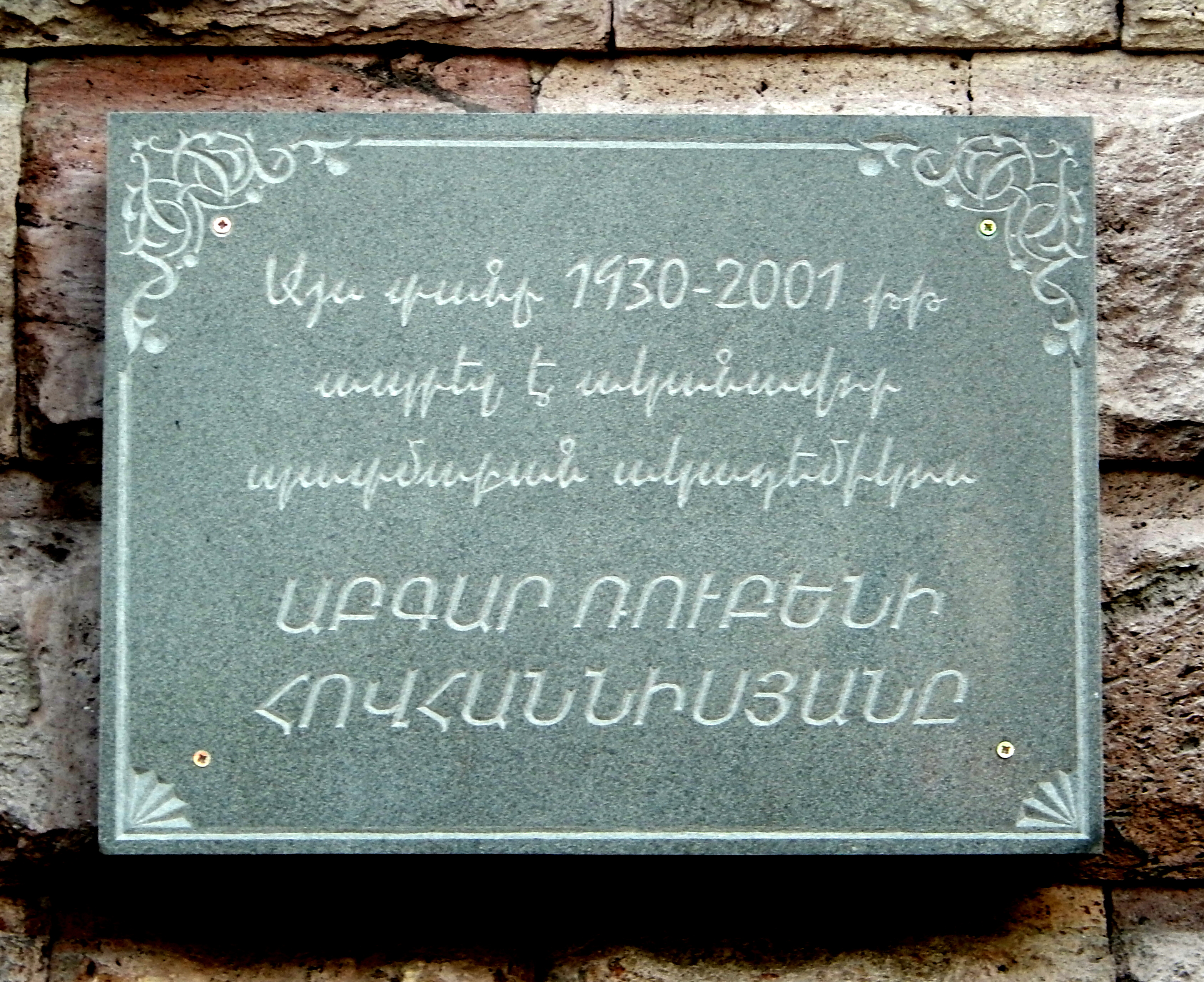